# Peugeot Typ 26

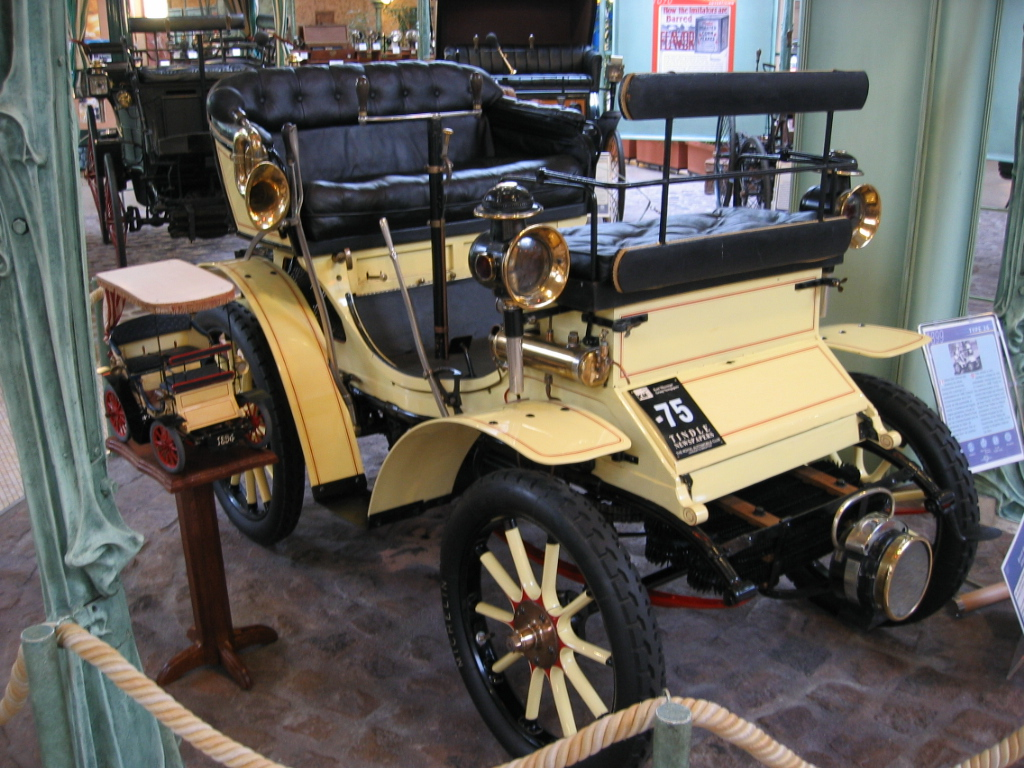
Peugeot Typ 26 Vis-à-vis im Peugeot-Museum Sochaux

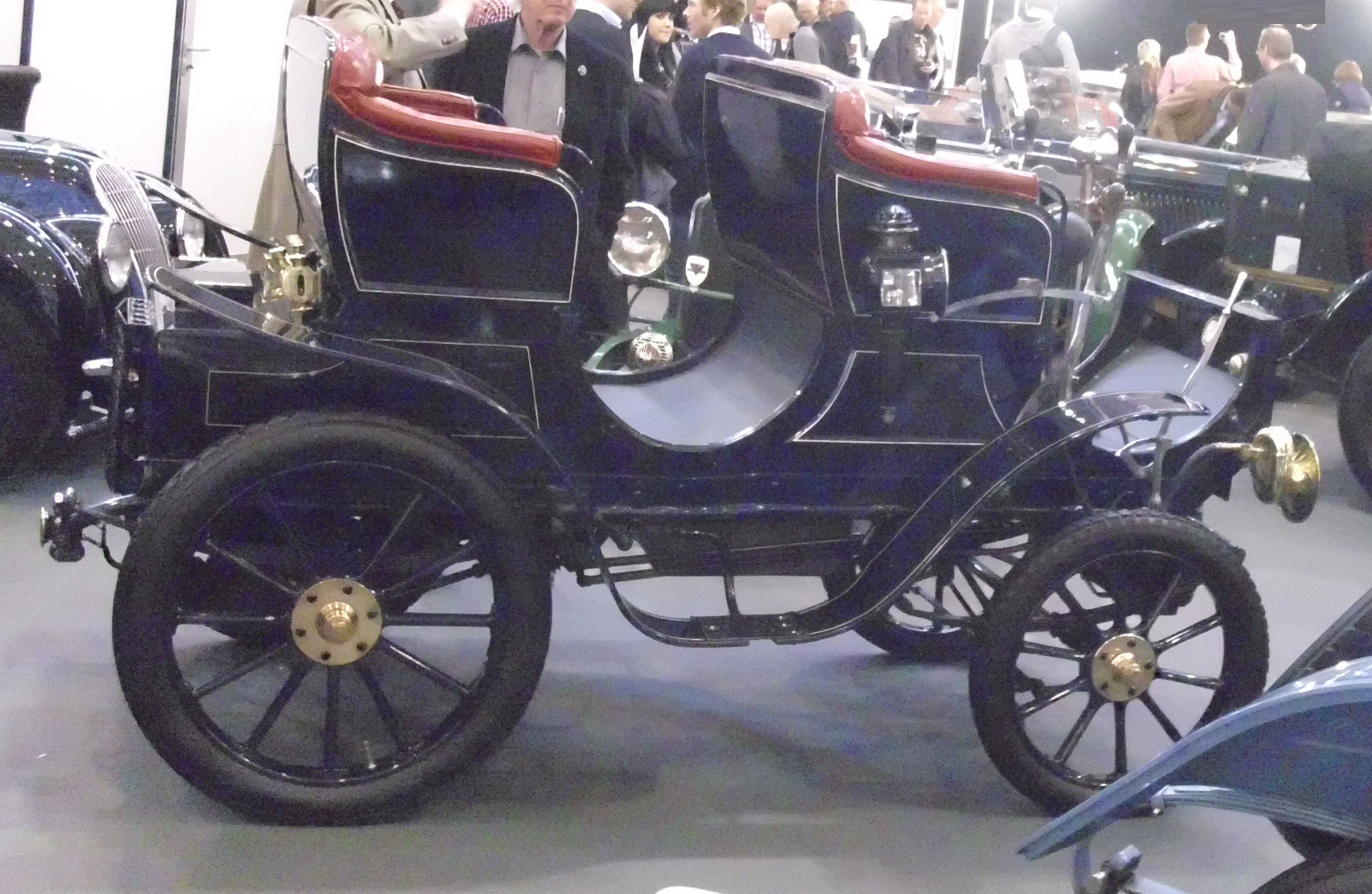
Peugeot Typ 26 von 1899

Der Peugeot Typ 26 ist ein frühes Automodell des französischen Automobilherstellers Peugeot, von dem von 1899 bis 1902 im Werk Audincourt 419 Exemplare produziert wurden.
Die Fahrzeuge besaßen einen Zweizylinder-Viertaktmotor eigener Fertigung, der im Heck liegend angeordnet war und über Kette die Hinterräder antrieb. Der Motor leistete aus 1056 cm³ Hubraum zwischen 3 und 5 PS.
Bei einem Radstand von 146 cm und einer Spurbreite von 110 cm vorne bzw. 111 cm hinten betrug die Fahrzeuglänge 247 cm, die Fahrzeugbreite 129 cm und die Fahrzeughöhe 210 cm. Die Karosserieform Voiturette bot Platz für drei Personen.